# Trau la llengua
Trau la llengua és un programa de televisió emés per Canal 9 entre 2011 i 2012, i per À Punt des de 2018. El programa, presentat per Pepa Cases i Xavi Castillo (anteriorment, per Eugeni Alemany), tracta sobre el valencià i el seu ús en diferents àmbits. Té un format semblant al programa de TV3 anomenat Caçadors de paraules, que té la mateixa temàtica. Trau la Llengua va ser produït per l'empresa madrilenya Vértice 360. i, des de 2018, per Homo Videns.
La primera temporada va constar de 26 capítols, amb un cost total de 225.000 euros, i va rebre una subvenció de 30.000 euros per part de l'Acadèmia Valenciana de la Llengua. Tanmateix, en acabar esta primera temporada no estava prevista la renovació de l'espai, ja que RTVV no havia pagat a Vértice 360, que tampoc no va cobrar la subvenció de l'AVL en la data acordada, ja que la televisió no va remetre a l'ens normatiu la documentació pertinent per a realitzar el pagament.
Durant aquella temporada, Trau la llengua va ser un dels programes més vists a la cadena valenciana, junt a Guamipi, Senyor retor i el gran èxit de la cadena L'Alqueria Blanca. En una temporada on l'audiència de RTVV va tocar fons amb un 5,4% d'audiència mitjana, arribant a màxims del 6%, Trau la llengua va ser el segon programa més vist de la cadena, amb 373.000 espectadors i un 14% de quota de pantalla. Junt a l'Alqueria Blanca, amb un share del 18%, Canal 9 va arribar a ser líder d'audiència en la franja del diumenge a la nit, quan s'emetien els dos programes. Així, poc després d'acabar definitivament la primera temporada, s'hi va anunciar (i emetre) una segona.
D'altra banda, el 20 de desembre de 2017, Eugeni Alemany va anunciar a Al Ras, programa d'À Punt FM, que Trau la llengua tornaria a À Punt. Aquesta nova versió constà de 13 capítols inicials i el primer d'ells s'estrenà el 10 de juny del 2018, en horari de màxima audiència, com a part de la programació inicial d'À Punt. La tercera temporada de Trau la llengua s'emeté els diumenges a les 21:30.